# De utiliori
De utiliori è una bolla pontificia pubblicata da papa Pio VII il 27 giugno 1818, con la quale il pontefice rivedeva l'organizzazione ecclesiastica del Regno delle Due Sicilie in conformità al nuovo concordato tra la Santa Sede ed il regno borbonico.

## Storia
Il 16 febbraio 1818 Santa Sede e Regno delle Due Sicilie sottoscrissero un nuovo concordato, a Terracina, alla presenza dei plenipotenziari delle due parti, il cardinale segretario di Stato Ercole Consalvi ed il cavaliere Luigi de' Medici di Ottajano, segretario di Stato e ministro delle finanze.
Il concordato, composto di 35 articoli, prevedeva tra gli altri questi punti:
- la religione cattolica è la sola ed unica religione di Stato (art. 1);
- le diocesi di qua del Faro devono essere riformate, mentre quelle di là del Faro (ossia in Sicilia) rimangono così come sono attualmente (art. 3);
- ogni diocesi dovrà avere il suo capitolo ed il suo seminario economicamente autosufficiente (art. 5);
- il Papa accorderà ai sovrani napoletani l'indulto di nominare i vescovi e gli arcivescovi, che verranno presentati alla Santa Sede per l'istituzione canonica (art. 28);
- vescovi e arcivescovi dovranno prestare il giuramento di fedeltà davanti al Re (art. 29).

Il 7 marzo successivo Pio VII emanò la bolla In supremo, con la quale pubblicava e promulgava il concordato. Lo stesso giorno concesse al re Ferdinando I e ai suoi legittimi e cattolici successori, con il breve Sinceritas fidei, la facoltà di nominare liberamente arcivescovi e vescovi del suo Regno, come previsto dall'articolo 28 del concordato. Infine, il 3 aprile il papa scrisse a tutti gli arcivescovi, i vescovi ed i vicari capitolari del Regno la lettera Iam inde ab anno con la quale comunicava l'imminente modifica delle circoscrizioni ecclesiastiche ed i motivi dei cambiamenti previsti. In essa il papa ripete gli stessi motivi che già furono scritti nel concordato: verranno soppresse le sedi che «o per troppa scarsezza di rendite, o per l'oscurità de' luoghi, o per altri ragionevoli motivi non potranno conservarsi», avendo riguardo «al comodo de' fedeli, ed in particolar modo al loro spirituale vantaggio».
Nei tre mesi successivi Roma e Napoli trovarono l'accordo definitivo sulle circoscrizioni ecclesiastiche del Regno. Il 27 giugno 1818 Pio VII pubblicò la bolla De utiliori con la quale rendeva effettiva la nuova geografia ecclesiastica napoletana.

## La situazione precedente la bolla
Fino al 1818, il regno delle due Sicilie, relativamente alla regione di qua del Faro, ossia nella sua parte continentale, comprendeva:
- 22 arcidiocesi, di cui 19 sedi metropolitane e 3 sedi senza suffraganee (Nazareth, Lanciano e Rossano); tuttavia due sedi metropolitane, Acerenza e Matera, erano da secoli unite aeque principaliter; inoltre, vi era la situazione particolare ed unica dell'arcidiocesi di Nazareth con sede in Barletta, a cui erano unite le diocesi di Canne e di Monteverde;
- 125 diocesi; di queste
  - 29 diocesi erano immediatamente soggette alla Santa Sede, ossia non dipendevano da un arcivescovo metropolita, ma direttamente dal papa; 8 di queste sedi, Rapolla e Melfi, Aquino e Pontecorvo, Penne e Atri, Valva e Sulmona, erano da tempo unite aeque principaliter;
  - 94 diocesi erano suffraganee delle suddette sedi metropolitane, con una media di 5 diocesi per metropolia; 14 di queste sedi erano da tempo unite aeque principaliter, e precisamente: Sant'Angelo dei Lombardi con Bisaccia, Satriano con Campagna, Avellino con Frigento, Cerenzia con Cariati, Vulturara con Montecorvino, Ravello con Scala, Giovinazzo con Terlizzi; inoltre, la diocesi di Cattaro in Dalmazia era suffraganea dell'arcidiocesi di Bari;
  - il conto è completato dalle diocesi di Canne e di Monteverde, che erano unite all'arcidiocesi di Nazareth;
- il numero totale delle circoscrizioni ecclesiastiche era di 147,[1] di cui 23 unite  aeque principaliter.

Questi numeri tuttavia non rendono ragione della reale distribuzione sul territorio delle sedi vescovili e della loro consistenza territoriale. Per esempio, le sole metropolie di Benevento, di Salerno, di Bari e di Reggio Calabria comprendevano un totale di 45 suffraganee, ossia quasi la metà del loro numero totale. Alcune diocesi erano poi ridotte a qualche centro abitato di poche migliaia di abitanti: caso limite è la diocesi di Lavello, che comprendeva una sola parrocchia, quella della cattedrale, ed una sola città, motivo per cui il Cappelletti commenta che «i vescovi che la ressero, in tanta strettezza di diocesi, potevano dirsi parrochi piuttostochè vescovi».

## La nuova geografia ecclesiastica del Regno
La bolla De utiliori procedette alle seguenti modifiche:
- vennero mantenute 21 sedi arcivescovili e l'unione fra Acerenza e Matera[2];
- furono soppresse l'arcidiocesi di Nazareth e 41 diocesi: Alessano, Alife, Belcastro, Bitetto, Caiazzo, Campli, Canne, Capri, Carinola, Castro di Puglia, Cerenzia, Cittaducale, Fondi, Frigento, Giovinazzo, Guardialfiera, Isola, Lavello, Lettere, Martirano, Massa Lubrense, Minervino, Minori, Montecorvino, Montemarano, Monteverde, Mottola, Nocera de' Pagani, Ortona, Ostuni, Polignano, Ravello, Satriano, Scala, Strongoli, Terlizzi, Trevico, Umbriatico, Venafro, Vico Equense e Vulturara
- vennero unite aeque principaliter altre 17 diocesi, oltre a 10 rimaste di quelle già unite in precedenza;
- 4 diocesi furono date in amministrazione perpetua: Acerno, Bisceglie, Campagna e Vieste;

A seguito di queste modifiche la nuova geografia ecclesiastica del Regno comprendeva:
- 21 arcidiocesi, di cui 15 sedi metropolitane (con Acerenza e Matera unite) e 6 senza suffraganee (Amalfi, Brindisi, Cosenza, Chieti, Lanciano e Rossano);
- 84 diocesi:
  - 58 diocesi suffraganee, di cui 12 unite aeque principaliter e 4 in amministrazione perpetua;
  - 26 diocesi immediatamente soggette alla Santa Sede, di cui 15 unite aeque principaliter;
- il numero totale delle circoscrizioni ecclesiastiche scese a 105, inclusa Cattaro.

## Prospetto delle province ecclesiastiche
Questo è il prospetto delle province ecclesiastiche nell'ordine riportato dalla bolla De utiliori:
| N°      | Arcidiocesi e diocesi               | Note |
| ------- | ----------------------------------- | --- |
| 1       | Arcidiocesi di Napoli               | |
| 2       | Acerra e Sant'Agata dei Goti        | unite aeque principaliter                                                                                            |
| 3       | Ischia                              | |
| 4       | Nola                                | |
| 5       | Pozzuoli                            | |
| 6       | Arcidiocesi di Sorrento             | con i territori delle soppresse diocesi di Massa Lubrense, Vico Equense e Capri                                      |
| 7       | Castellammare                       | con il territorio della soppressa diocesi di Lettere                                                                 |
| 8       | Arcidiocesi di Capua                | |
| 9       | Isernia                             | con il territorio della soppressa diocesi di Venafro                                                                 |
| 10-11   | Calvi e Teano                       | unite aeque principaliter                                                                                            |
| 12      | Sessa                               | con il territorio della soppressa diocesi di Carinola                                                                |
| 13      | Caserta                             | con il territorio della soppressa diocesi di Caiazzo                                                                 |
| 14      | Arcidiocesi di Salerno              | |
| 15      | Acerno                              | in amministrazione perpetua a Salerno                                                                                |
| 16      | Capaccio                            | |
| 17      | Policastro                          | |
| 18      | Marsico Nuovo e Potenza             | unite aeque principaliter                                                                                            |
| 19      | Nusco                               | con il territorio della soppressa diocesi di Montemarano                                                             |
| 20      | Arcidiocesi di Amalfi               | con i territori delle soppresse diocesi di Minori, Scala e Ravello non ha più suffraganee                            |
| 21-22   | Arcidiocesi di Acerenza e Matera    | già unite aeque principaliter                                                                                        |
| 23      | Anglona-Tursi                       | |
| 24      | Potenza e Marsico Nuovo             | unite aeque principaliter                                                                                            |
| 25      | Tricarico                           | |
| 26      | Venosa                              | con il territorio della soppressa diocesi di Lavello                                                                 |
| 27      | Arcidiocesi di Conza                | |
| 28      | Campagna                            | con il territorio della soppressa diocesi di Satriano in amministrazione perpetua a Conza                            |
| 29-30   | Sant'Angelo dei Lombardi e Bisaccia | già unite aeque principaliter a Sant'Angelo dei Lombardi è unito il territorio della soppressa diocesi di Monteverde |
| 31      | Lacedonia                           | con il territorio della soppressa diocesi di Trevico                                                                 |
| 32      | Muro Lucano                         | |
| 33      | Arcidiocesi di Benevento            | |
| 34      | Avellino                            | con il territorio della soppressa diocesi di Frigento                                                                |
| 35      | Ariano                              | |
| 36      | Bovino                              | |
| 37      | Lucera                              | con i territori delle soppresse diocesi di Vulturara e Montecorvino                                                  |
| 38      | San Severo                          | |
| 39      | Cerreto                             | con il territorio della soppressa diocesi di Alife                                                                   |
| 40      | Boiano                              | |
| 41      | Termoli                             | con il territorio della soppressa diocesi di Guardialfiera                                                           |
| 42      | Larino                              | |
| 43      | Sant'Agata de' Goti e Acerra        | unite aeque principaliter                                                                                            |
| 44      | Ascoli Satriano                     | |
| 45      | Arcidiocesi di Siponto              | |
| 46      | Vieste                              | in amministrazione perpetua a Siponto                                                                                |
| 47      | Arcidiocesi di Bari                 | con il territorio della soppressa diocesi di Bitetto                                                                 |
| 48-49   | Bitonto e Ruvo                      | unite aeque principaliter                                                                                            |
| 50      | Conversano                          | |
| 51      | Cattaro                             | |
| 52      | Arcidiocesi di Trani                | con i territori delle soppresse diocesi di Nazareth e Canne                                                          |
| 53      | Bisceglie                           | in amministrazione perpetua a Trani                                                                                  |
| 54      | Andria                              | con il territorio della soppressa diocesi di Minervino                                                               |
| 55      | Arcidiocesi di Taranto              | |
| 56      | Castellaneta                        | con il territorio della soppressa diocesi di Mottola                                                                 |
| 57      | Oria                                | |
| 58      | Arcidiocesi di Brindisi             | con il territorio della soppressa diocesi di Ostuni non ha più suffraganee                                           |
| 59      | Arcidiocesi di Otranto              | con il territorio della soppressa diocesi di Castro di Puglia                                                        |
| 60      | Lecce                               | |
| 61      | Ugento                              | con il territorio della soppressa diocesi di Alessano                                                                |
| 62      | Gallipoli                           | |
| 63      | Arcidiocesi di Cosenza              | non ha più suffraganee                                                                                               |
| 64      | Arcidiocesi di Rossano              | già senza suffraganee                                                                                                |
| 65      | Lanciano                            | con il territorio della soppressa diocesi di Ortona già senza suffraganee                                            |
| 66      | Arcidiocesi di Chieti               | non ha più suffraganee                                                                                               |
| 67      | Arcidiocesi di Santa Severina       | con il territorio della soppressa diocesi di Belcastro                                                               |
| 68      | Cariati                             | con i territori delle soppresse diocesi di Cerenzia, Strongoli e Umbriatico                                          |
| 69      | Arcidiocesi di Reggio Calabria      | |
| 70      | Gerace                              | |
| 71      | Bova                                | |
| 72      | Oppido                              | |
| 73      | Catanzaro                           | |
| 74      | Crotone                             | con il territorio della soppressa diocesi di Isola                                                                   |
| 75-76   | Nicotera e Tropea                   | unite aeque principaliter                                                                                            |
| 77      | Squillace                           | |
| 78      | Nicastro                            | con il territorio della soppressa diocesi di Martirano                                                               |
| 79      | Cassano                             | |
|         | immediatamente soggette             | |
| 80      | Aversa                              | |
| 81      | Gaeta                               | con il territorio della soppressa diocesi di Fondi                                                                   |
| 82-84   | Sora, Aquino e Pontecorvo           | Aquino e Pontecorvo già unite aeque principaliter, a cui viene aggiunta Sora                                         |
| 85-86   | Cava e Sarno                        | unite aeque principaliter a Cava è unito il territorio della soppressa diocesi di Nocera de' Pagani                  |
| 87      | Teramo                              | con il territorio della soppressa diocesi di Campli                                                                  |
| 88      | L'Aquila                            | con il territorio della soppressa diocesi di Cittaducale                                                             |
| 89      | Marsi                               | |
| 90-91   | Penne e Atri                        | già unite aeque principaliter                                                                                        |
| 92      | Trivento                            | |
| 93      | Troia                               | |
| 94-95   | Valva e Sulmona                     | già unite aeque principaliter                                                                                        |
| 96-97   | Melfi e Rapolla                     | già unite aeque principaliter                                                                                        |
| 98      | Molfetta                            | con i territori delle soppresse diocesi di Giovinazzo e Terlizzi                                                     |
| 99      | Monopoli                            | con il territorio della soppressa diocesi di Polignano                                                               |
| 100-101 | Montepeloso e Gravina               | unite aeque principaliter                                                                                            |
| 102     | Nardò                               | |
| 103     | Mileto                              | |
| 104-105 | Bisignano e San Marco Argentano     | unite aeque principaliter                                                                                            |

## Le altre circoscrizioninullius
La bolla De utiliori soppresse tutte le circoscrizioni ecclesiastiche nullius, ossia esenti dalla giurisdizione dei vescovi locali, come abbazie, monasteri, prepositure. Furono mantenuti solamente cinque di questi speciali enti ecclesiastici:
- l'abbazia territoriale di Montecassino
- l'abbazia territoriale della Santissima Trinità di Cava de' Tirreni
- l'abbazia territoriale di Montevergine
- l'arcipretura nullius di Altamura
- il priorato di San Nicola di Bari.